# Najeh Braham
Pour les articles homonymes, voir Braham.
Najeh Braham (arabe : الناجح براهم), né le 20 mai 1977 à Bembla, est un footballeur international tunisien. 
Il fait partie de la sélection nationale de 2003 à 2006, totalisant quatorze sélections et quatre buts.

## Palmarès
- Vainqueur de la Coupe d'Afrique des nations 2004